# Teclistamab
Le teclistamab est un médicament utilisé dans le traitement du myélome et vendu sous le nom de marque Tecvayli.

## Usage médical
Il s'agit d'un anticorps monoclonal qui se fixe simultanément aux récepteurs CD3 des cellules T et aux cellules myélomateuses à antigène de maturation des cellules B.
C'est un médicament utilisé pour traiter le myélome multiple dans les formes résistantes aux traitements habituels. Le médicament est administré par injection sous-cutanée.

## Effets secondaires
Les effets secondaires de ce médicament comprennent une fièvre, un syndrome de libération de cytokines, des douleurs musculaires, une fatigue, une infection des voies respiratoires supérieures, une pneumonie, une diarrhée, un faible nombre de globules blancs, une anémie ou un faible nombre de plaquettes. D’autres effets secondaires peuvent inclure des problèmes de foie, des infections et des réactions allergiques. L'utilisation pendant la grossesse peut nuire au bébé. 

## Histoire
Le médicament a été approuvé pour un usage médical en Europe et aux États-Unis en 2022,. Aux États-Unis, cela coûte environ 40 000 dollars par mois en 2022. Il n'est pas approuvé au Royaume-Uni en 2022.